# أكل الطحالب
أكل الطحالب هو سلوك غذائي حيث يأكل فيه الحيوان الطحالب وتكون بذلك مصدرًا للغذاء. الطحالب هي مجموعة من الكائنات الحية التي تقوم بعملية التمثيل الضوئي والتي تعتمد في الغالب على البيئات المائية. تنمو على مستوى منخفض على الأرض لأنها تفتقر إلى الأنسجة الوعائية، وهو تكيف يعود تاريخه إلى ما بعد أصلها. على الرغم من أن مجموعة أنواع الطحالب كبيرة، إلا أنه من المقبول عمومًا أن الطحالب ذات قيمة غذائية عالية وغالبًا ما تحتوي على مجموعة متنوعة من الفيتامينات والمعادن المركزة.

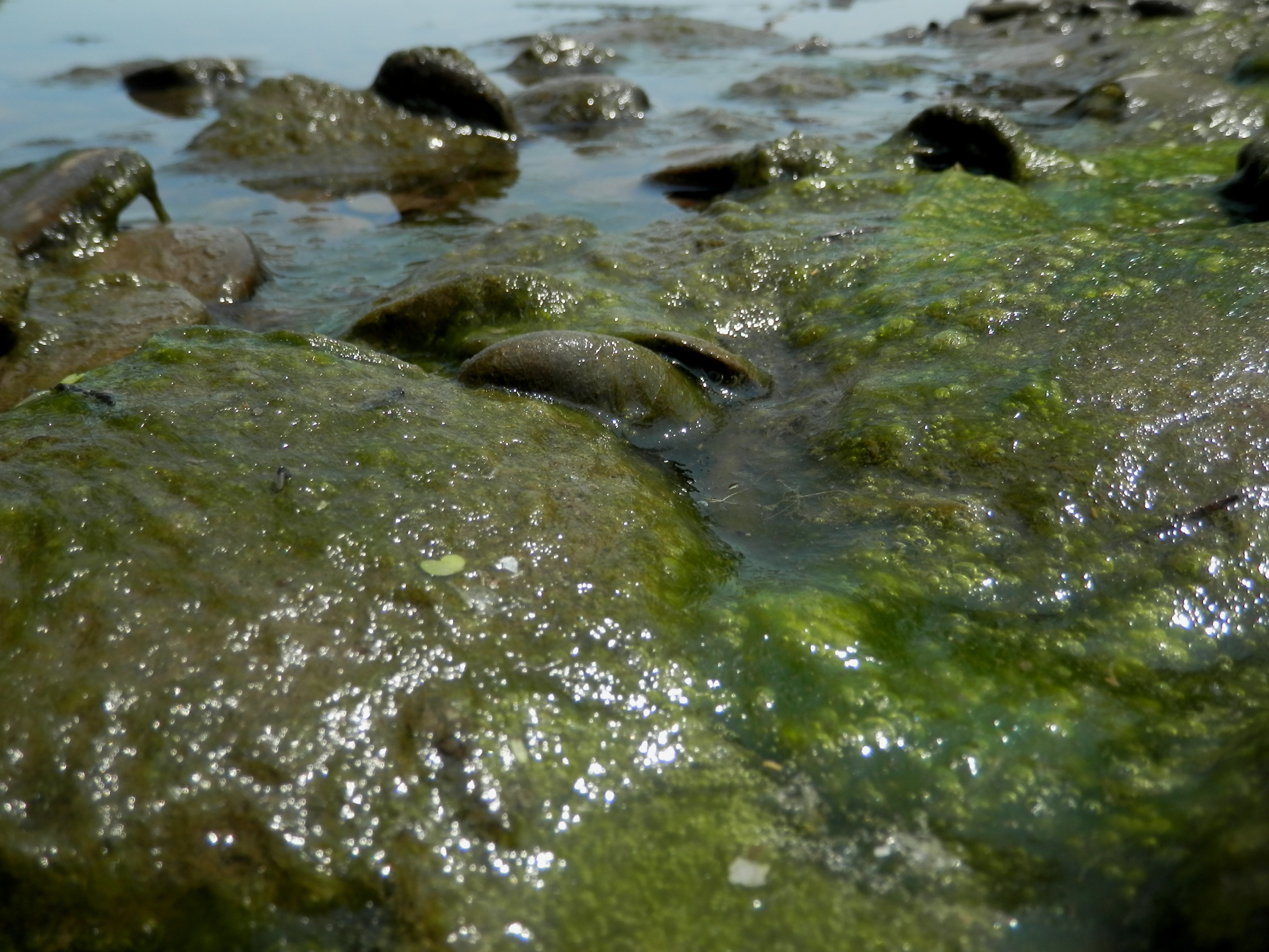
الطحالب على الصخور– ميسيساغا

تمت ملاحظة الجوفاجي (Algophagy) كسلوك غذائي لأول مرة في الأدبيات بواسطة ديونيير (1972) في شرحهم للعادات الغذائية لذباب الشاطئ (ذباب الشؤاطئ). وفي هذا السياق، استُخدم هذا المصطلح لوصف سلوك هذا الذباب في استهلاك وهضم مواد
الطحالب. وقد لوحظ أسلوب التغذية هذا أيضًا في الحيوانات الأخرى في الأدبيات الحديثة. في حين أن هذا السلوك قد لوحظ في مجموعة متنوعة من الحشرات (على وجه التحديد ذباب مايو أمليتوس)، فقد لوحظ أيضًا في اللافقاريات الأخرى مثل سرطان البحر كارسينوس مايناس وسوس النانورشيست. بالإضافة إلى ذلك، لوحظ هذا السلوك في الفقاريات مثل الشمبانزي الشائع والأغنام والدجاج. لقد تبنى البشر سلوك التغذية هذا مؤخرًا أيضًا.

## أمثلة في اللافقاريات
أكل الطحالب هو سلوك غذائي شائع بين العديد من أنواع اللافقاريات. بعض الأمثلة على هذه الملاحظات تشمل ذبابة مايو، والعث، وأنواع معينة من سرطان البحر.

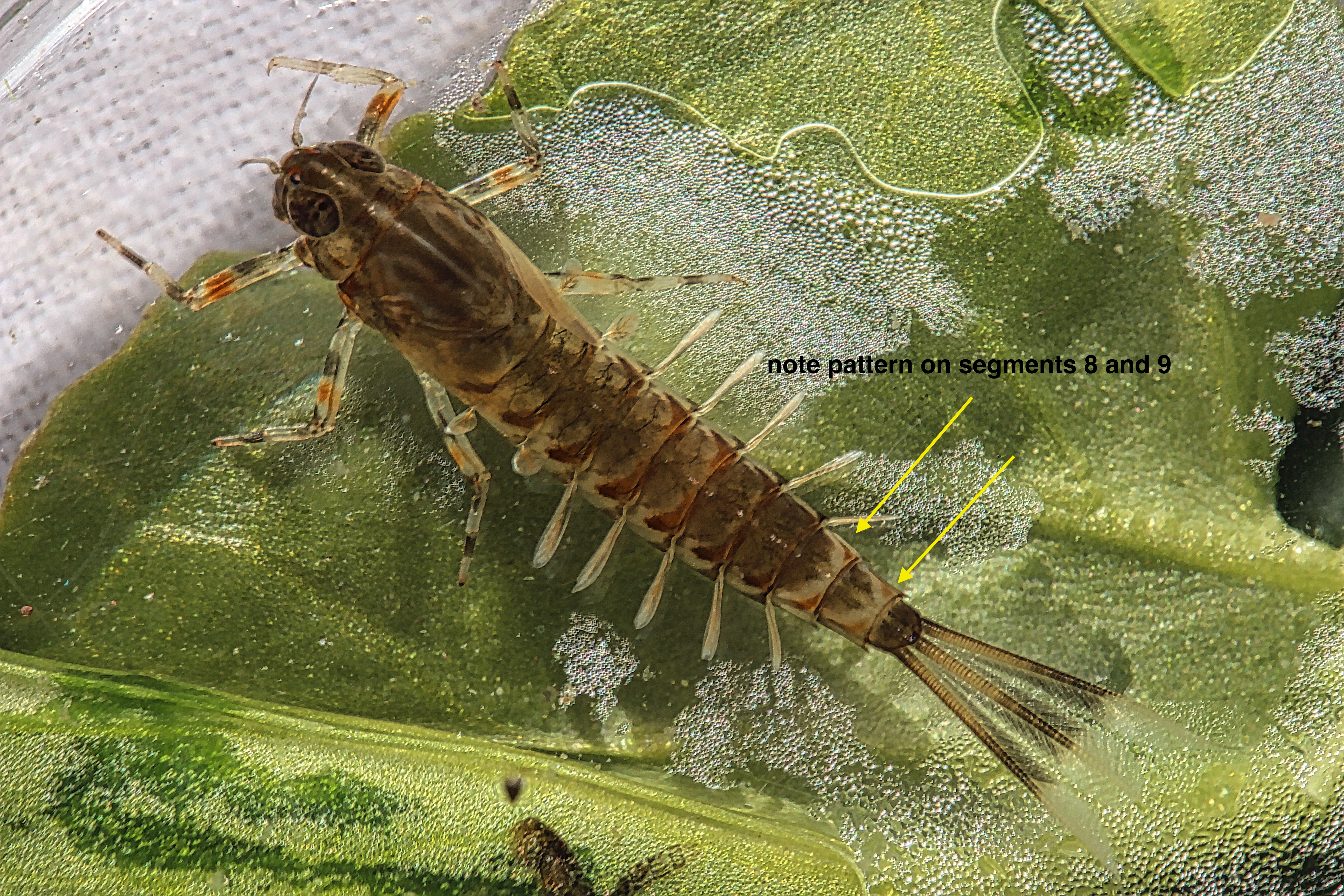
أميليتوس يطير في سرير الطحالب

ذباب مايو هي مجموعة من الحشرات وجدت أنها تتغذى على الطحالب الظهارية من الجداول القريبة في نيو مكسيكو، الولايات المتحدة. في دراسة لفحص ابتلاع وهضم الطحالب بواسطة يرقات الحشرات، قام بيترسون (1998) بتحليل التركيبة البرازية ليرقات الحشرات والحوريات المختلفة. أظهرت جميع الأنواع التي تمت دراستها وجود طحالب صرعية في برازها، بشكل ملحوظ في الأنواع المتعددة من ذبابة مايو. توضح هذه الدراسة سلوكيات التغذية التي تستخدمها ذباب مايو الأميليتوس على وجه التحديد لتتغذى على الطحالب وهضمها كمصدر للغذاء.
وقد لوحظ هذا السلوك أيضًا في أنواع العث. عث النانورشيست هو حيوان لافقاري صغير من جنس (Pachygnathoid) يعيش في الأرض وغالبًا ما يوجد في الظروف القاسية. قام كرانتز وليندكويست (1979) بملاحظة أن هذه العث تتغذى وتعيش على الطحالب الخضراء، بينما تعمقوا أيضًا في النظرية الأساسية وراء ذلك. يرى المؤلفون أن النباتات الطحالب الدقيقة تسبق النباتات الوعائية، وهي خطوة نحو فهم المسار التطوري الذي يتبع أكل الطحالب. وبسبب هذا الجدول الزمني للنباتات، اعتمد العث على الطحالب كمصدر مبكر للتغذية.
يجوفاجي أيضًا في أنواع معينة من السلطعون. السلطعون الأخضر هو من الأنواع الغازية للغاية الموجودة في جميع قارات الأرض تقريبًا. يعتبر هذا السلطعون الساحلي من الحيوانات آكلة اللحوم ويحتوي على مجموعة كبيرة من الأطعمة المفضلة، مما يشكل رابطًا بيئيًا مهمًا مع العديد من بيئات المحيطات. في دراسة أجرتها شركة روبيز (1968)، أُخذت عينات من 3979 سرطانًا أخضر وحُلِّلَت محتويات أمعائها للكشف عن أن الطحالب كانت واحدة من اثنين من الأطعمة النباتية المستهلكة. وقد تكرر هذا في دراسات أخرى مثل دراسة بايتا، وكابرال، وماركيز، وباردال (2006) الذين وجدوا أيضًا هذه النتائج بعد حوالي 40 عامًا.

## أمثلة في الفقاريات غير البشرية
وقد لوحظ وجود أكل الطحالب في مجموعة متنوعة من أنواع الفقاريات، مثل الشمبانزي، وأنواع الأغنام، وكذلك في الدجاج الشائع.

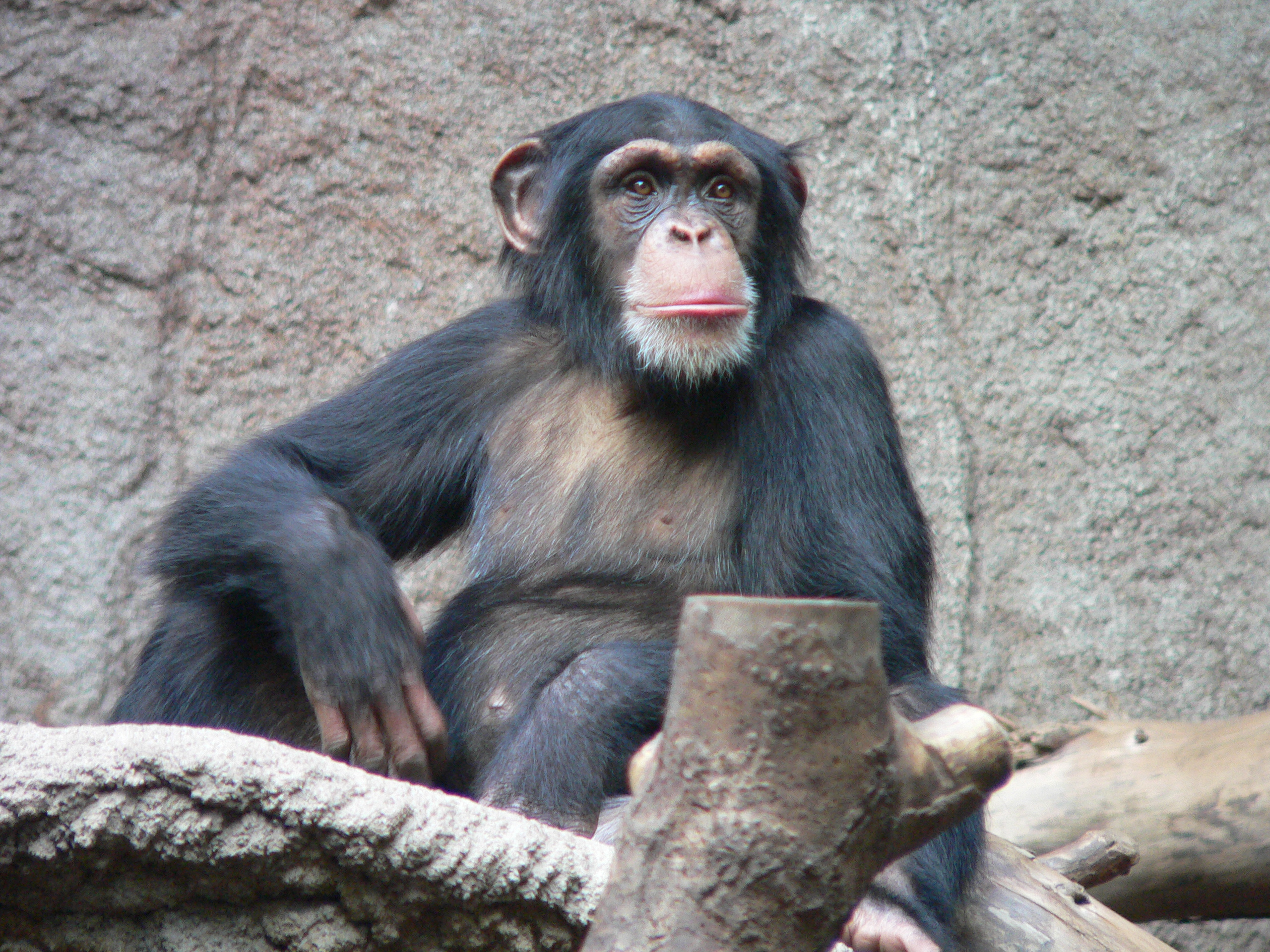
وجد أن أحد أنواع الشمبانزي يستهلك الطحالب

الشمبانزي هو حيوان رئيسي من نفس عائلة البشر وموطنه الأصلي إفريقيا جنوب الصحراء الكبرى. في حين أن العديد من الشمبانزي بطبيعتها كارهة للماء ، وجد ساكاماكي (1998) أن تلك الموجودة في ماهالي قد لوحظ أنها تغمر نفسها في المياه العذبة وتأكل الطحالب. هذه الملاحظة هي أول توثيق لاستخدام الرئيسيات للطحالب في البرية كمصدر للغذاء، وهي علامة مهمة على التكيف المحتمل في هذا النوع. في حين أن الشمبانزي المعني، سالي، كان واحدًا من أكلة الطحالب الوحيدة في مجموعتها، فمن المفترض أنها تبنت هذا السلوك من مجموعتها الأصلية قبل الهجرة إلى هذه البيئة الجديدة. ومع ذلك، تسلط هذه الدراسة الميدانية القصصية الضوء على فعل أكل الطحالب لدى الشمبانزي.
مثال آخر هنا موجود في أنواع معينة من الأغنام. يعود موطن أغنام شمال رونالدساي إلى جزيرة أوركني قبالة إسكتلندا، ورُبِّيَت من أجل الصوف حتى أُدرجت مؤخرًا على أنها مجموعة سكانية معرضة للخطر. يعتمد هذا النوع بشكل كبير على طحالب المد والجزر كما حددها باترسون وكولمان (1982). ولاحظ الباحثون هنا أن الأغنام تتغذى إلى حد كبير على الطحالب البنية ، المعروفة باسم الأعشاب البحرية. اعتمدت الأغنام على المد والجزر لكشف الطحالب الغنية بالمغذيات، وعندما جعل المد والجزر الوصول إلى الطعام غير ممكن، دعمت الأغنام نظامها الغذائي بأشكال أخرى من الرعي.
كما لوحظ وجود أكل الطحالب في الدجاج الشائع أيضًا. عندما أجرى قسم الدواجن بجامعة ميريلاند فحصًا للكلوريلا بيرينويدوسا المجففة، وجدوا أنها مصدر غذائي غني يمكن استبداله في النظام الغذائي للدجاج. أوجز الباحث وراء ذلك فوائد استخدام هذا البديل الغذائي للدجاج من حيث أنه يحسن نمو الدجاج ورفاهيته. على الرغم من أن هذا المثال ليس طبيعيًا، إلا أنه يوضح استخدام الطحالب كمصدر غذائي للدجاج المنزلي، وهو اعتبار مهم في مستقبل كل من الطحالب والزراعة.

## أكل الطحالب عند البشر

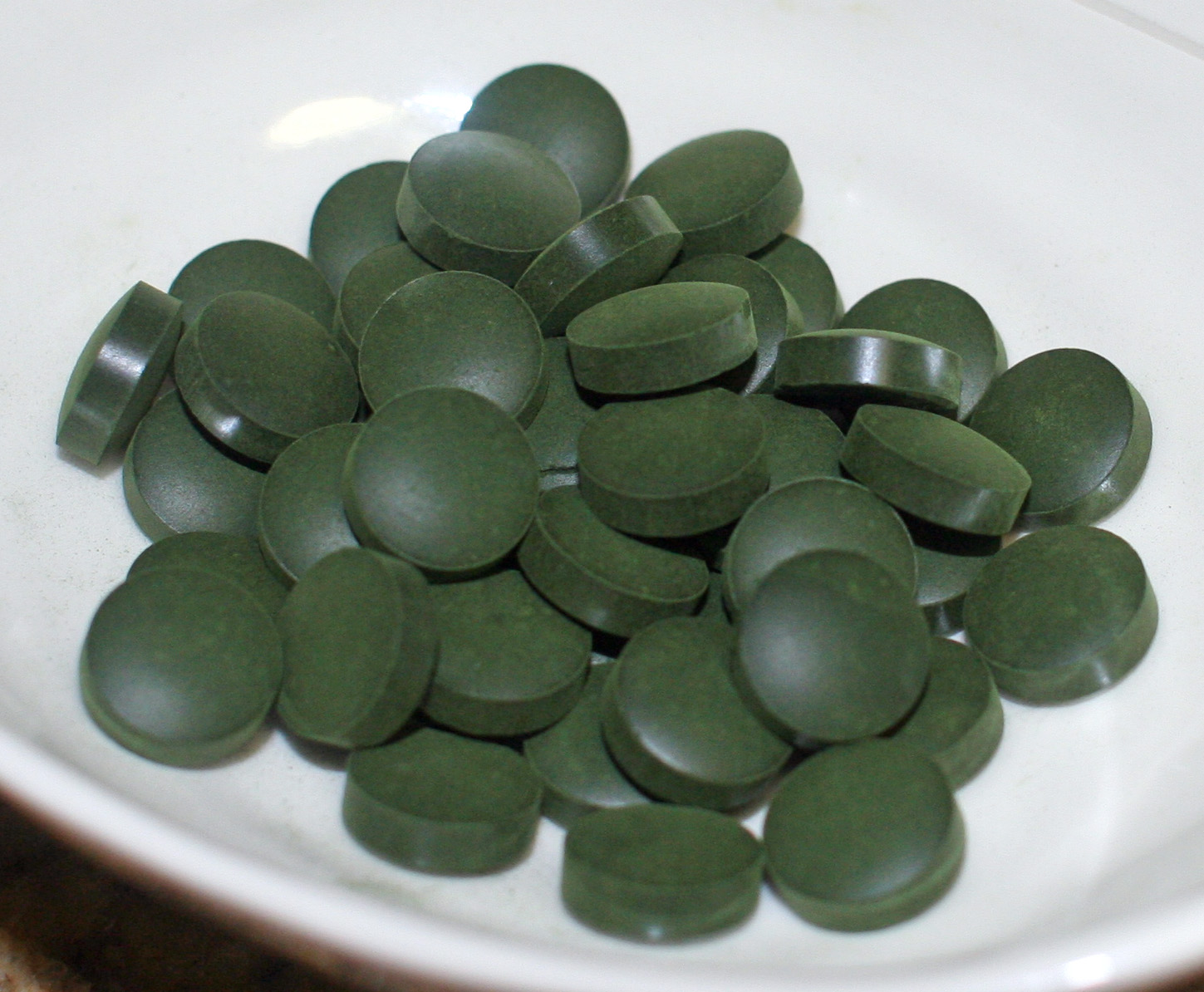
أقراص سبيرولينا المستخدمة للاستهلاك البشري

في حين أن سلوك التغذية هذا لا يرتبط عادةً بالتطور البشري أو التكيف، فقد اكتسب بعض الزخم في التطبيقات الحديثة. لقد انحرفت اتجاهات النظام الغذائي والغذاء الجديدة نحو إدراج السبيرولينا في المكملات الغذائية. سبيرولينا هي بكتيريا، ولكن يشار إليها في الغالب باسم الطحالب الخضراء المزرقة، والتي تستخدم لتكملة مجموعة متنوعة من العناصر الغذائية بما في ذلك البروتينات الأساسية والفيتامينات والمعادن. في مراجعة سابقة للسبيرولينا أجراها بيلاي وأوتا ومياكاوا وشيماماتسو (1993)، وُضِّح أن الطحالب يمكن أن تكون مرتبطة بانخفاض خطر الإصابة بمشاكل الكوليسترول والسرطان والسمية الكلوية بالمعادن الثقيلة. تحظى سبيرولينا بشعبية كبيرة بين عشاق المكملات الغذائية ويمكن استخدامها في أشكال متنوعة من الكبسولات إلى العصائر والمخبوزات. يوضح هذا مثالًا معاصرًا للأكلة عند البشر.

## أنظر أيضا
- مسرد مصطلحات علم الحشرات
- سلوك الأكل في الحشرات
- سلوك الحيوان
- سلوك التغذية